# Idiocera (Idiocera) bidens
Idiocera (Idiocera) bidens is een tweevleugelige uit de familie steltmuggen (Limoniidae). De soort komt voor in het Palearctisch gebied.